# 충국 (위위)
충국(充國, ? ~ 기원전 115년)은 전한 중기의 관료이다. '충국'은 이름자로, 성씨는 알 수 없다.

## 행적
원수 5년(기원전 118년), 위위에 임명되었다.
원정 2년(기원전 115년), 방자하게 행동한 죄로 기시되었다.

## 출전
- 반고, 《한서》 권19하 백관공경표 下

| 전임 장건 | 전한의 위위 기원전 118년 ~ 기원전 115년 | 후임 노박덕 |